# Есарт ле Виконт
Есарт ле Виконт (фр. Essarts-le-Vicomte) насеље је и општина у североисточној Француској у региону Шампањ-Арден, у департману Марна која припада префектури Еперне.
По подацима из 2011. године у општини је живело 157 становника, а густина насељености је износила 13,91 становника/km². Општина се простире на површини од 11,29 km². Налази се на средњој надморској висини од 182 метара.

## Демографија
| 1962. | 1968. | 1975. | 1982. | 1990. | 1999. | 2011. |
| ----- | ----- | ----- | ----- | ----- | ----- | ----- |
| 141   | 163   | 142   | 118   | 112   | 118   | 157   |

График промене броја становника у току последњих година